# Spilosoma melanocephala
Spilosoma melanocephala är en fjärilsart som beskrevs av Rothschild 1914. Spilosoma melanocephala ingår i släktet Spilosoma och familjen björnspinnare. Inga underarter finns listade i Catalogue of Life.